# Bemersyde
Bemersyde ist eine Ortschaft in der schottischen Council Area Scottish Borders beziehungsweise in der traditionellen Grafschaft Berwickshire. Sie liegt rund fünf Kilometer östlich von Melrose und 13 km westlich von Kelso nahe dem linken Ufer des Tweed.

## Geschichte
Vermutlich seit dem 12. Jahrhundert befanden sich die Ländereien im Besitz des Clans Haig. Aus einem Beschluss des Schottischen Parlaments aus dem Jahre 1535, welcher die Befestigung der Grenzregion zu England vorsah, resultierte am Standort ein Peel Tower. Im 18. Jahrhundert wurde der Wehrturm zu einem Herrenhaus der Haigs, dem Bemersyde House erweitert. Zu den regelmäßigen Gästen zählte der Schriftsteller Walter Scott, dessen bevorzugter Aussichtspunkt Scott’s View auf dem flachen Bemersyde Hill nördlich der Ortschaft gelegen ist.
Rund 1,5 Kilometer südlich der Ortschaft wurde 1150 mit dem Bau der Dryburgh Abbey, einem ehemaligen Prämonstratenserkloster, begonnen.

## Verkehr
Die B6356 bildet die Hauptstraße von Bemersyde. Sie bindet die Ortschaft im Nordwesten an die Fernverkehrsstraße A68 (Darlington–Edinburgh) an.